# Acaena stellaris
Acaena stellaris é uma espécie de rosácea do gênero Acaena, pertencente à família Rosaceae.